# Chelsea Stewart
Chelsea Blaine Stewart (Highlands Ranch, 28 aprile 1990) è un'ex calciatrice canadese, di ruolo difensore.
Prima di ritirarsi, nel 2017, ha giocato nei campionati nordamericano, la United Soccer Leagues W-League, e tedesco, Frauen-Bundesliga, dove ha chiuso la sua carriera nei club con il Friburgo.
Dal 2008 al 2013 ha vestito la maglia della nazionale canadese a tutti i livelli, dalle giovanili, partecipando con la formazione Under-20 i campionati nordamericani di Messico 2008, vincendolo, con il Canada qualificato per il Mondiale di Cile 2008, e Guatemala 2010 (quarto posto), alla nazionale maggiore, con la quale ha disputato l'Olimpiade di Londra 2012, ottenendo una medaglia di bronzo olimpica, il Mondiale di Germania 2011, vincendo inoltre l'edizione 2011 della Cyprus Cup.

## Biografia
Chelsea Blaine Stewart nasce ad Highlands Ranch, nella contea di Douglas, Colorado, Stati Uniti d'America, in una famiglia di sportivi, da madre di origini italiane (napoletana) e padre canadese, Bill Stewart, hockeista su ghiaccio che ha giocato per la nazionale italiana, così come il fratello Trevor, condividendo con la sorella minore Emily la passione per il calcio.
Cresce con la famiglia prima a Denver spostandosi in seguito in Canada, a The Pas, provincia del Manitoba, cittadina dove è nato e cresciuto il padre.

## Carriera

### Club e calcio universitario
Stewart ha iniziato la sua carriera nei club vestendo le maglie delle formazioni giovanili del Colorado Rush (2004-2005) e successivamente del Real Colorado (2006-2007), giocando contemporaneamente nella formazione di calcio femminile della Mountain Vista High School di Highlands Ranch, le Mighty Golden Eagles, dal luglio 2004 fino all'estate 2007. In questo periodo inizia a ricevere i primi riconoscimenti in carriera, i trofei NSCAA All-Region nel 2005 e 2006 e NSCAA Youth All-American 2007-08.
Nel 2009 inizia il suo percorso universitario, iscrivendosi all'Università Vanderbilt di Nashville, in Tennessee, dove continua anche l'attività agonistica nella squadra di calcio universitario dell'ateneo, le Vanderbilt Commodores, scendendo in campo da titolare in tutti i 18 incontri disputati dalla sua squadra e siglando 3 reti, mentre nel 2010, causa impegni con il programma nazionale canadese, non riesce a partecipare. In questo periodo veste anche la maglia del Vancouver Whitecaps giocando nella Western Conference della United Soccer Leagues W-League.

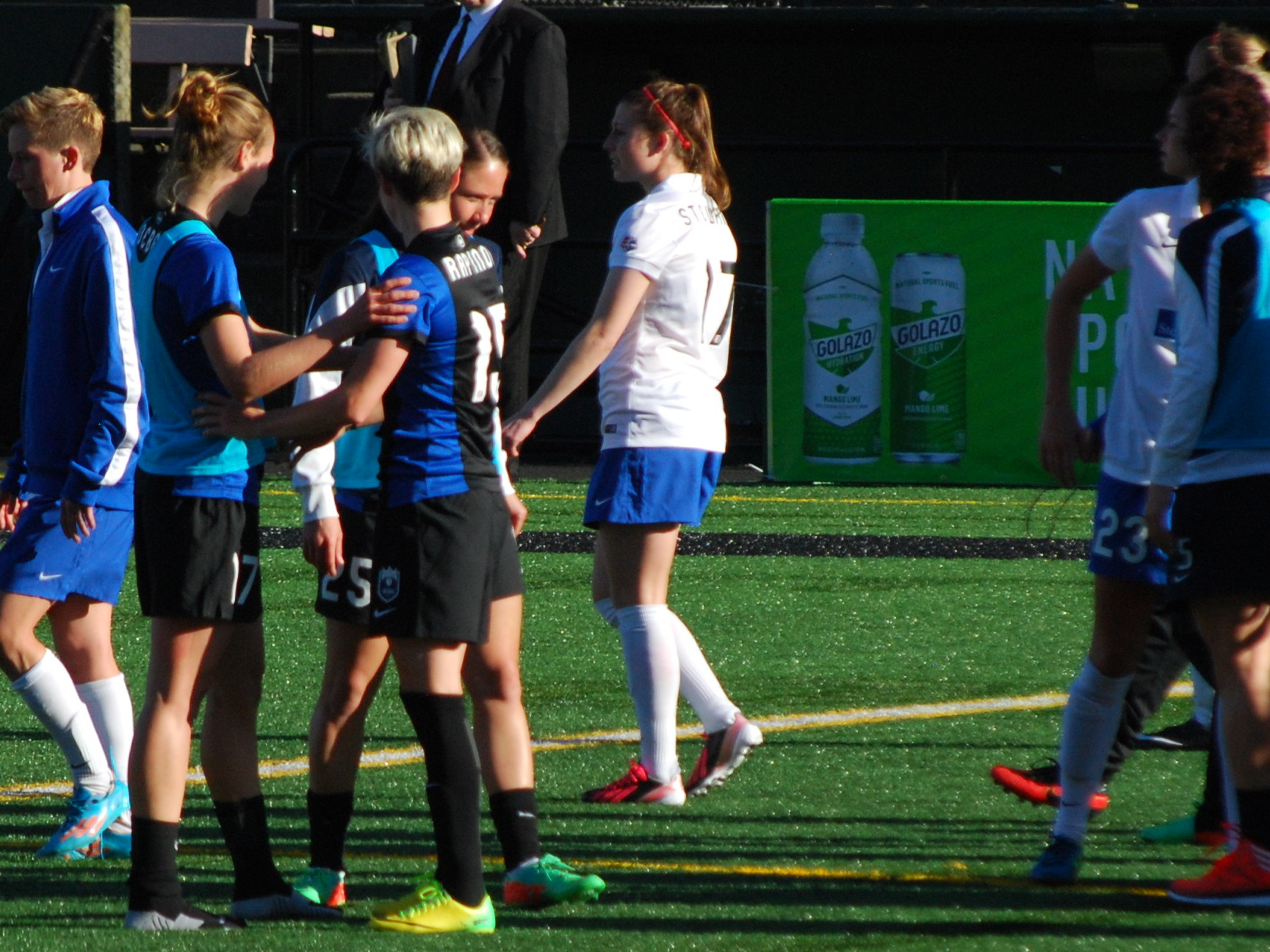
Stewart, al centro, nell'incontro vs al Memorial Stadium di Seattle, il 13 aprile 2014.

con il Boston Breakers
Nel 2011 decide di trasferirsi all'Università della California, Los Angeles, nell'omonima città capoluogo della contea di Los Angeles, California, anche qui affiancando al percorso scolastico quello sportivo giocando per la squadra dell'UCLA Bruins, iscritta alla National Collegiate Athletic Association (NCAA), per i successivi 2 anni.
Dopo aver completato gli studi, ha iniziato la sua carriera professionale negli Stati Uniti, firmando nel 2014 un contratto con il Boston Breakers per disputare la National Women's Soccer League (NWSL), maturando nella stagione regolare 10 presenze, con la squadra che giunge ottava fallendo l'accesso ai play-off per il titolo nazionale. A stagione conclusa viene ceduta in prestito all'INAC Kobe Leonessa, facendo il suo debutto in Nadeshiko League Division 1, livello di vertice del campionato giapponese nella seconda fase del campionato, con la quale rimane fino al gennaio 2015.
Tornata al Boston Breakers nel febbraio 2015, la società ha scambiato Stewart con il Western NY Flash nell'aprile 2015, siglando un contratto come Discovery Player, tuttavia nel luglio 2015 la società decide di sciogliere il contratto dopo sole tre presenze nella stagione regolare 2015.
L'8 agosto 2016, Stewart ha annunciato il suo trasferimento in Europa, al Friburgo, per disputare la stagione 2016-2017 nel campionato tedesco. Qui tuttavia trova poco spazio in prima squadra, per lei una sola presenza in Frauen-Bundesliga, venendo impiegata soprattutto nella formazione riserve (Friburgo II) che disputa la 2. Frauen-Bundesliga, il secondo livello del campionato, maturando 11 presenze e siglando 3 reti. La stagione successiva il contratto non le viene rinnovato.

## Palmarès

### Nazionale
- Bronzo olimpico: 1

Londra 2012
- CONCACAF Women's Championship: 1

2010
- Cyprus Cup 2011: 1

2011